# Synidotea variegata
Synidotea variegata är en kräftdjursart som beskrevs av Walter E. Collinge 1917. Synidotea variegata ingår i släktet Synidotea och familjen tånglöss. Inga underarter finns listade i Catalogue of Life.